# Selenicereus pteranthus
Selenicereus pteranthus ist eine Pflanzenart in der Gattung Selenicereus aus der Familie der Kakteengewächse (Cactaceae). Das Artepitheton pteranthus leitet sich von den griechischen Worten pteron für ‚Flügel‘, ‚Feder‘ sowie anthos für ‚Blüte‘ ab und verweist auf die durch die ausgebreiteten schmalen äußeren Blütenhüllblätter verursachte federartige Erscheinung der Blüte. Ein spanischer Trivialname ist „Reina de la Noche“.

## Beschreibung
Selenicereus pteranthus wächst epiphytisch mit ausgespreizten bis hängenden Trieben. Die kräftigen blaugrünen bis etwas purpurfarbenen Triebe sind stark vier- bis sechskantig und erreichen Durchmesser von 2,5 bis 5 Zentimeter. Die weiß bewollten Areolen stehen 2 bis 2,5 Zentimeter voneinander entfernt. Die daraus entspringenden ein bis fünf harten, konischen Dornen sind 1 bis 3 Millimeter lang.
Die schlanken Blüten erreichen Durchmesser von 25 bis 30 Zentimeter und duften stark. Ihre äußeren Blütenhüllblätter sind mehr oder weniger purpurbraun, die inneren sind weiß oder hell cremefarben. Das Perikarpell und die Blütenröhre sind mit zahlreichen Schuppen und weißen Haaren bedeckt. Die kugelförmigen roten Früchte weisen Durchmesser von 6 bis 7 Zentimeter auf.

## Verbreitung, Systematik und Gefährdung
Selenicereus pteranthus ist in den Vereinigten Staaten im Südosten des Bundesstaates Florida, in den mexikanischen Bundesstaaten Chiapas, Oaxaca, Quintana Roo, San Luis Potosí, Tabasco, Tamaulipas und Veracruz, auf den Bahamas, auf Kuba, auf Haiti, auf den Kaimaninseln und möglicherweise in Honduras im Departamento Comayagua in tiefen Lagen verbreitet.
Die Erstbeschreibung als Cereus pteranthus durch Albert Gottfried Dietrich wurde 1834 veröffentlicht. Nathaniel Lord Britton und Joseph Nelson Rose stellten die Art 1909 in die Gattung Selenicereus.
Taxonomische Synonyme sind unter anderem Cereus brevispinulus Salm-Dyck (1834), Cereus nycticalus Link (1834, nom. illeg. ICBN-Artikel 52.1) und Cereus boeckmannii Otto ex Salm-Dyck (1850).
Es werden folgende Formen unterschieden:
- Selenicereus pteranthus f. macdonaldeae (Hook.) Ralf Bauer
- Selenicereus pteranthus f. pteranthus

In der Roten Liste gefährdeter Arten der IUCN wird die Art als „Data Deficient (DD)“, d. h. mit keinen ausreichenden Daten geführt.

## Nachweise